# Montevarchi Calcio Aquila 1902 1987-1988
Questa voce raccoglie le informazioni riguardanti  il Montevarchi Calcio Aquila 1902 nelle competizioni ufficiali della stagione 1987-1988.

## Rosa
| N. |                   | Ruolo | Calciatore        |
| -- | ----------------- | ----- | ----------------- |
|    | Italia (bandiera) | D     | Andrea Agrello    |
|    | Italia (bandiera) | C     | Michele Biagianti |
|    | Italia (bandiera) | A     | Alessio Brogi     |
|    | Italia (bandiera) | A     | Marco Cacciatori  |
|    | Italia (bandiera) | D     | Daniele Cacciola  |
|    | Italia (bandiera) | D     | Alessandro Calori |
|    | Italia (bandiera) | A     | Guido Carboni     |
|    | Italia (bandiera) | C     | Rosangelo Colombo |
|    | Italia (bandiera) | C     | Silvio Dati       |
|    | Italia (bandiera) | C     | Fabrizio De Poli  |

| N. |                   | Ruolo | Calciatore        |
| -- | ----------------- | ----- | ----------------- |
|    | Italia (bandiera) | C     | Adriano Malisan   |
|    | Italia (bandiera) | P     | Mauro Marchisio   |
|    | Italia (bandiera) | C     | Stefano Marini    |
|    | Italia (bandiera) | C     | Domenico Neri     |
|    | Italia (bandiera) | D     | Stefano Neri      |
|    | Italia (bandiera) |       | Paternostro       |
|    | Italia (bandiera) | C     | Giuseppe Porceddu |
|    | Italia (bandiera) | C     | Paolo Sacchetti   |
|    | Italia (bandiera) | A     | Tonino Stilo      |